# Fred Gray

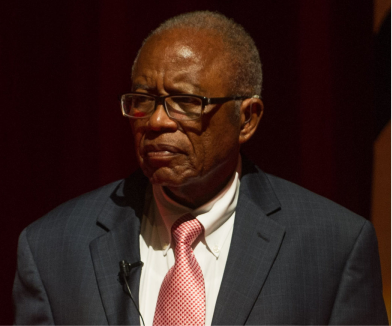
Fred Gray (2015)

Fred David Gray, Sr. (* 14. Dezember 1930 in Montgomery) ist ein US-amerikanischer Anwalt, Politiker und Bürgerrechtler.

## Leben
Fred Gray ist der Sohn von Abraham und Nancy Jones Gray. Er stammt aus einem religiösen Haushalt und besuchte in seiner Kindheit und Jugend das Nashville Christian Institute, ein von den Gemeinden Christi betriebenes Internat. Er erhielt 1951 seinen Bachelor of Science vom Alabama State College und 1954 seinen Bachelor of Laws von der Western Reserve University.
Fred Gray kehrte nach dem Ende seines Studiums zurück nach Montgomery, wo er seine eigene Anwaltskanzlei eröffnete. Entschlossen, das System der Rassentrennung zu „zerstören“, schloss der junge Anwalt sich der Bürgerrechtsbewegung an. Diese erlebte zu diesem Zeitpunkt in seiner Heimatstadt mit dem Busboykott von Montgomery eines ihrer frühen Höhepunkte. Gray vertrat Rosa Parks vor Gericht und beriet die Montgomery Improvement Association (MIA), die den Boykott organisierte, in juristischen Fragen. Die Protestaktion der MIA gipfelte 1956 im Fall Browder v. Gayle vor dem Obersten Gerichtshof. Gray überzeugte die Richter, die Rassentrennung im Öffentlichen Personennahverkehr für verfassungswidrig zu erklären.
Der Busboykott machten Gray zu einem bekannten Anwalt der Bürgerrechtsbewegung. In den folgenden Jahren würde er sowohl die National Association for the Advancement of Colored People (NAACP) als auch Martin Luther King vor Gericht vertreten und die richterliche Einwilligung für die Selma-nach-Montgomery-Märsche durchsetzen. Im Fall Gomillion v. Lightfoot erreichte er einen Beschluss des Obersten Gerichtshofs gegen rassisches Gerrymandering. Des Weiteren führte Gray eine Kampagne gegen Rassentrennung in Alabamas Bildungseinrichtungen. Er verhalf Vivian Malone und James Hood dazu, als erste Afroamerikaner die University of Alabama zu besuchen (vgl. Stand in the Schoolhouse Door) und Harold A. Franklin dazu, als erster Afroamerikaner die Auburn University zu besuchen. Schließlich wurde 1967 in dem von Gray eingereichten Fall Lee v. Macon County Board of Education die bundesstaatweite Desegregation aller Schulen durchgesetzt. Gray vertrat außerdem die Opfer der Tuskegee-Syphilis-Studie, bei der die Folgen der unbehandelten Syphilis bei hunderten schwarzen Männern über einen Zeitraum mehrerer Jahrzehnte beobachtet wurde. Den Teilnehmern an der Studie wurde die Diagnose verschwiegen und Medikamente verwehrt. Gray erreichte für die 72 Überlebenden eine Entschädigung in der Höhe mehrerer Millionen Dollar.
Nach einer Wahlniederlage 1966 wurde Gray 1970 in das Repräsentantenhaus von Alabama gewählt. Er war gemeinsam mit Thomas Reed einer der ersten beiden afroamerikanischen Repräsentanten seit der Reconstruction. Seine Amtszeit endete 1974. Nebenher ist Gray auch in der Kirche aktiv. Von 1957 bis 1973 war er der Pastor der Newtown Church of Christ in Montgomery. Außerdem diente er im Vorstand verschiedener Organisation. 1985 wirkte er als Präsident der National Bar Association, 2002 als Präsident der Alabama Bar Association. Zudem war er Vorstandsmitglied des Southwestern Christian College und des Alabama Department of Archives and History.
Gray wurde für seine Verdienste für die Bürgerrechtsbewegung vielfach geehrt. 2022 verlieh ihm der Präsident Joe Biden die Presidential Medal of Freedom.
Gray heiratete 1956 Bernice Hill, mit der er vier Kinder hatte.

## Schriften
- Bus Ride to Justice: Changing the System by the System: The Life and Works of Fred Gray. (1994)
- The Tuskegee Syphilis Study: The Real Story and Beyond. NewSouth Books, Montgomery 1998.